# Марченкова, Александра Андреевна
Александра Андреевна Марченкова (4 января 1994 года, Москва) — российская профессиональная баскетболистка, выступающая за команду «Самара». Мастер спорта России

## Карьера
Воспитанница спортшколы «Тринта». В ней Марченкова занималась под руководством Ольги Борисовны Ермолаевой. Свою профессиональную карьеру баскетболистка начала в московских командах. В 2015 году дебютировала в Премьер-Лиге в составе ивановской «Энергии». Вместе с ней она участвовала в Кубке Европы. Затем нападающая выступала за МБА и красноярский «Енисей». Летом 2020 года баскетболистка пополнила состав новичка Премьер-Лиги, клуба НИКА из Сыктывкара.

## Сборная
Несколько лет Александра Марченкова вызывалась в сборные России по разным возрастам. В 2010 году она стала победительницей Первенства Европы среди девочек не старше 16 лет, а спустя два года завоевала серебро на чемпионате Европы среди девушек не старше 18 лет. В 2012 году по итогам европейского чемпионата баскетболистка попала в символическую пятерку турнира.
В январе 2021 года главный тренер сборной России Александр Ковалёв впервые вызвал нападающую на заключительные матчи отборочного этапа Чемпионата Европы 2021 года. Дебют за национальную команду состоялся 4 февраля в Оренбурге в игре против сборной Эстонии (79:35). В ней Марченкова провела на площадке чуть более 13 минут и за это время набрала два очка.

## Достижения
- Чемпионка Европы U16 (1): 2010.
- Серебряный призёр Чемпионата Европы U18 (1): 2012.